# Formica thoracica
Formica thoracica är en myrart som beskrevs av Olivier 1792. Formica thoracica ingår i släktet Formica och familjen myror. Inga underarter finns listade i Catalogue of Life.